# Monacha solidior
Monacha solidior is een slakkensoort uit de familie van de Hygromiidae. De wetenschappelijke naam van de soort is voor het eerst geldig gepubliceerd in 1863 door Mousson.